# 小林正美
小林 正美（こばやし まさよし、Kobayashi Masayoshi 1943年（昭和18年） - ）は、中国思想研究者・早稲田大学名誉教授、公益財団法人国際文化会館理事。六朝時代における儒教・仏教・道教の三教交渉史を専門とし、近年は主に道教の斎法儀礼の解明に取り組んでいる。

## 経歴
1943年（昭和18年）、東京都で生まれた。早稲田大学第一文学部で学び、1967年に卒業。同大学大学院に進学し、栗田直躬の下で中国仏教を研究し、同大学院文学研究科東洋哲学専攻博士課程を修了。
卒業後は、母校の早稲田大学教員となった。そして、独自に道教の研究を開始。1983年、ハーバード・イェンチン研究所招聘研究員となり、2年間アメリカへ研究滞在。1989年、学位論文『東晋・劉宋期の葛氏道と天師道の研究』を早稲田大学に提出して文学博士号を取得。
1994年、北京大学哲学系交換研究員となった（2年間）。2002年、早稲田大学総合研究機構道教研究所所長に就任。2006年まで4年間所長を務めた。2013年3月、早稲田大学を退職し、名誉教授となった（早稲田大学）。

## 研究内容・業績
その学風はその厳密かつ正確な学術的態度に特色がある。小林教授は津田左右吉の「思想史的方法」を用いつつ、文の「語句」ではなく「意味」を重視し、「歴史的概念」（歴史的に実在した概念）と「現代的概念」（現代の学者が便宜的に使用する学術的概念）を峻別して、あらかじめ概念規定を行った上で持論を展開している。
仏教研究は、常盤大定、塚本善隆、横超慧日、道端良秀、鎌田茂雄らの「仏教史学派」の立場に与している一方、初期道教の研究については、それまでの「通説」では説明できない「反則事例」を解明するために長年にわたり組み上げられた独自の学説、すなわち「新パラダイム道教史」を提唱。主な教え子には阿純章（天台宗圓融寺住職）、 吉村誠（駒澤大学）、Shawn Eichman,、渋谷由紀（國學院大学）、酒井規史（慶應義塾大学）、林佳恵（早稻田大学）、王皓月（中国社会科学院）らがいる。

## 「小林正美氏の学説」の概要
「道教」の定義
早稲田大学において初期の道教と中国仏教を精力的かつ厳密な学術的手法によって研究してきた小林正美教授は、初期道教の形成史について独自の見解を唱えてきた。小林教授によると、中国における「三教」の一つとしての「道教」は、劉宋の天師道改革派に始まり、それ以前の道家思想や葛洪『抱朴子』の神仙思想、後漢の「五斗米道」や「太平道」、そして東晋期の霊宝派（葛氏道）や上清派、また民間信仰は、「道教」と呼ぶことはできないという。何故なら、中国において歴史的に実在した「三教」には（1）教祖と（2）教祖の教えを記した経典（教）の二つが構成要素として必要であり、劉宋期の天師道改革派以前の「いわゆる道教とされるもの」は、この二つの要件を満たしていないからである。また小林教授の立場（＝思想史的立場）とは、「当時の人々が「道教」と呼んだもの」が歴史的に実在した「三教」の一つとしての「道教」（＝「歴史的用語」）であり、それ以外の「茅山道教」や「民間道教」などは現代の学者が便宜的に付けた用語（＝「現代的用語」）であって、歴史的に実在した道教ではないというものである。
天師道改革派と唐代の天師道
組織的な教団と体系的な教義を有していた仏教に対抗するため、劉宋の天師道改革派は、擬人化・神格化された「道」を老子（太上老君）および無極大道と同一視して（1）教主に据え、その教えを（2）三十六部尊経としてまとめた。この場合、「道教」とは「道（老子）の教え」という意味になる。このため、「道教」の難解な経典を理解できるのは知識人の貴族層に限られ、民衆は「道教」を理解するのが困難であった。つまり、「道教」は当初は貴族である知識人のための教えであって、民衆には信奉されなかったのである。そこでは風水などは否定されていた。
さらに、天師道の経典と道士の授法のカリキュラムおよび位階制度を精密に研究した小林教授は、「上清派の伝承」と考えられていたものが実際には天師道の経典に取り込まれた「上清経の伝承」であったことを明らかにし、唐代において上清派は存在せず、天師道しか存在しなかったという説を提唱した。
「小林説」の評価
小林教授の説は、それまで学会の常識とされていた「通説」を真っ向から否定する強烈な説であったため、世界的な反響を呼び、海外や日本国内の有力な歴史学者や同分野の権威的な研究者から痛烈に批判され、長らく無視されてきた。しかし、2000年代後半から、中国の有力な学者や日本の若手研究者から小林教授の学説は高く評価されてきており、学術的な検討の対象として取り上げられている。

## 著作
単著
- 『六朝道教史研究』(東洋学叢書) 創文社[3]
- 『六朝仏教思想の研究』(東洋学叢書) 創文社 1993[4]
- 『『中国の道教』(中国学芸叢書 6) 戸川芳郎・林田慎之助責任編集、創文社 1993[5]
  - 中文版『中国的道教』〈道敎學譯叢〉王皓月訳、斉魯書社 2010
- 『六朝道教史研究』李慶訳、四川人民出版社 2001
- 『唐代の道教と天師道』知泉書館 2003[6]
  - 中文版『唐代的道教與天師道』〈道敎學譯叢〉王皓月訳、斉魯書社 2013
- 『新範式道教史的構建』王皓月訳、斉魯書社 2014

編著
- 『道教の斎法儀礼の思想史的研究』小林正美編、知泉書館 2006[7]

1. 「道教の斎法儀礼の成立 劉宋・南斉期の天師道の教理と儀礼」
2. 「道教の斎法儀礼の原型の形成」
3. 「霊宝斎法の成立と展開」
4. 「金録斎法に基づく道教造像の形成と展開」

論文
- 「三教交渉における『教』の観念」『吉岡博士還暦記念道教研究論集 道教の思想と文化』国書刊行会 1977年[8]
- 「劉宋における靈寶經の形成」『東洋文化』62, 東京大学東洋文化研究所, 1982年[9]
- 「靈寶赤書五篇眞文の思想と成立」『東方宗教』60, 日本道教学会, 1982年[9]
- 「中国人の自然観と歴史観」『東洋医学の人間科学』Ⅲ 早稲田大学人間科学部, 1994年.
- 「「道教」の構造と歴史」『東洋の思想と宗教』13, 早稲田大学東洋哲学会, 1996年.
- 「国際会議報告　道家文化国際学術会議」『東洋の思想と宗教』第14号、早稲田大学東洋哲学会、1997年3月
- 「「格義仏教」考」『新仏教の興隆　東アジアの仏教思想 II』〈シリーズ・東アジア仏教　3〉高崎直道・木村清孝編、春秋社 1997年
- 「劉宋期の天師道の思想」『東洋の思想と宗教』第15号、早稲田大学東洋哲学会、1998年3月、pp. 20-42、ISSN 0910-0601。
- 「顧歡『夷夏論』における｢道教｣について：中嶋隆藏博士の所論に反駁す-」『早稲田大学大学院文学研究科紀要. 第1分冊, 哲学東洋哲学心理学社会学教育学』第46巻、早稲田大学大学院文学研究科、2000年、pp. 17-32、ISSN 1341-7517。
- 「上淸經籙の傳授の系譜の成立について」『早稲田大学大学院文学研究科紀要. 第1分冊, 哲学東洋哲学心理学社会学教育学』第47巻、早稲田大学大学院文学研究科、2001年、pp. 43-60、ISSN 1341-7517。
- 「唐代の道敎敎団と天師道」『東洋の思想と宗教』20, 早稲田大学東洋哲学会, 2003年.[10]
- 「霊宝斎法の成立と展開」『東方宗教』第103号、日本道教学会、2004年[11]
- "The doctrines of the Way of the Celestial Master during the Liu-Sung 劉宋 and Southern Ch‘i 南斉 periods," Transactions of the International Conference of Eastern Studies (国際東方学者会議紀要) 49, 2004, 71-72頁.
- 「金録斎法に基づく道教造像の形成と展開」『東洋の思想と宗教』第22号、早稲田大学東洋哲学会、2005年3月[12]
  - 中文訳：白文[訳] 2007「金籙斎法与道教造像的形成与展開」『藝術探索：広西藝術学院学報』21-3, 広西芸術学院, 32-46頁.
- 「道教の斎法儀礼の原型の形成：指教斎法の成立と構造」『福井文雅博士古稀退休記念論文集 アジア文化の思想と儀礼』、春秋社、2005年6月[11]
- 「唐代道教における大洞三景弟子と大洞法師の法位の形成 」『東方学』115、東方学会、2008年1月
- 「新パラダイム道教史の妥當性の檢證」『東方宗教』114、日本道教学会、2009年11月
- 「『昇玄経』と『太上洞玄霊宝中和経』と『正一法文天師教戒科経』の編纂順位について」『東洋の思想と宗教』27、早稲田大学東洋哲学会、2010年3月
- 「東晋・南朝における「仏教」・「道教」の称呼の成立と貴族社会」『第2回日中学者中国古代史論壇論文集　魏晋南北朝期における貴族制の形成と三教・文学：歴史学・思想史・文学の連携によるー』財団法人東方学会・中国社会科学院歴史研究所, 2010年, 40-47頁.
  - 中文訳：王皓月「東晋、南朝時期“佛教”和“道教”的称呼的確立與貴族社会」同上書, 48-54頁.
  - 補訂「東晋・南朝における「仏教」・「道教」の称呼の成立と貴族社会」『第2回日中学者中国古代史論壇論文集　魏晋南北朝における貴族制の形成と三教・文学：歴史学・思想史・文学の連携による』渡邉義浩編、汲古書院, 2011年, 51-63頁.
- 「道教史のパラダイム転換」（駒澤大学仏教学会平成23年度第1回公開講演会における講演）『駒沢大学仏教学部論集』43, 駒沢大学仏教学部研究室, 2012年.
- 「仙公系靈寶經の編纂時期と編纂者について」『早稲田大学大学院文学研究科紀要』58(第1分冊) 早稲田大学大学院文学研究科, 2012年.
- 「新パラダイム道敎史の構築への歩み」（早大文學部「道敎概論」・最終講義）『東洋の思想と宗教』30, 早稲田大学東洋哲学会, 2013年.